# Torck

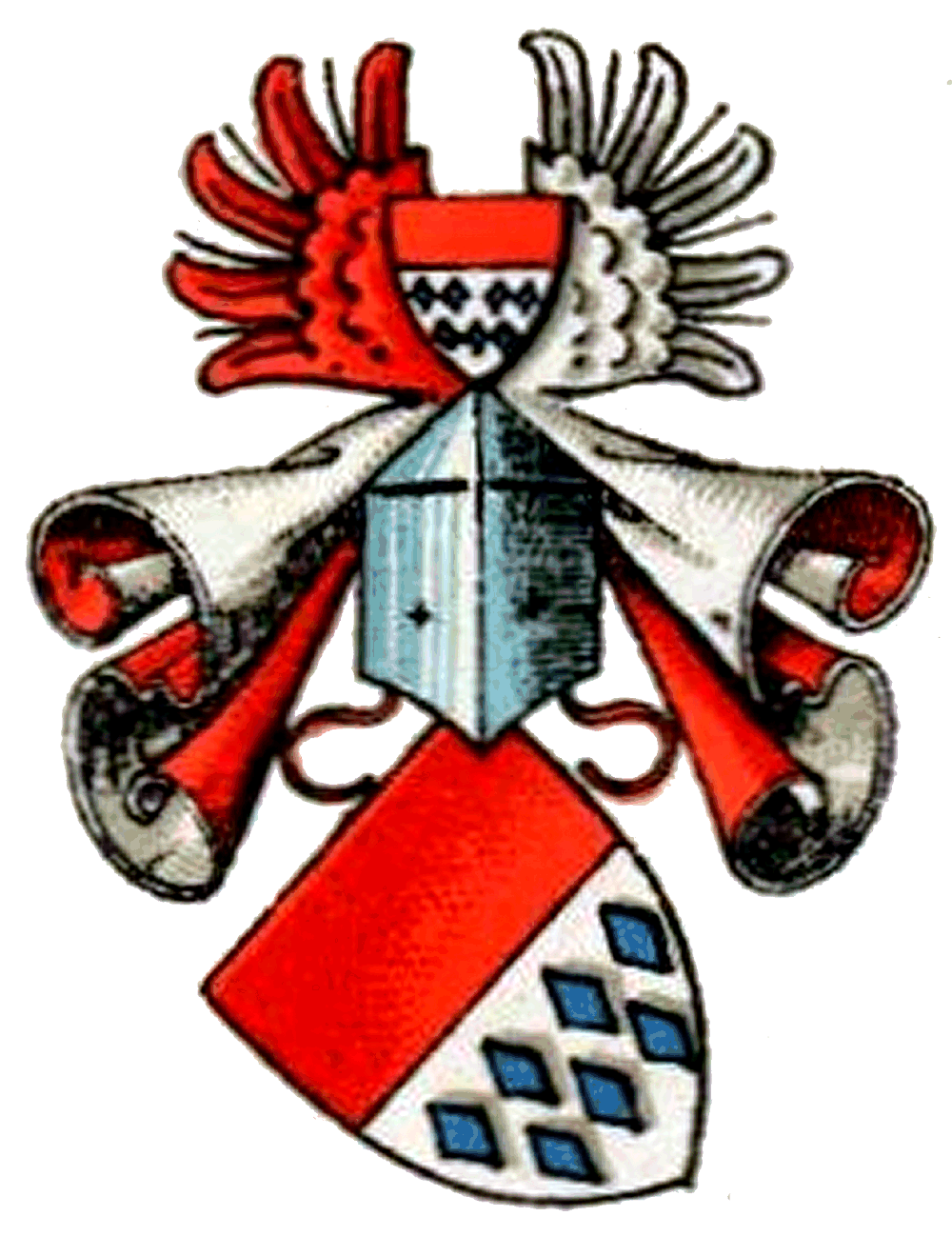
Wappen derer von Torck

Torck ist der Name eines westfälischen Uradelsgeschlechtes, das seit 1204 urkundlich erwähnt wurde. In der Frühzeit schrieben sie sich auch Torke oder Thoric(h), später Tork oder Turck. Die Familie stellte im Mittelalter zahlreiche kaiserliche Hofbeamte, Ritter, Edelknaben und Amtsleute, teils in märkischen, teils in limburgischen Diensten. Ein Zweig der Familie bewirtschaftete im späten Mittelalter die Güter Vorhelm im Münsterland und Lengerich im Emsland.

## Geschichte

### Ursprünge
Die Herkunft des Namens Torck ist umstritten. Einige Forscher leiten ihn von den Türken ab. Tatsächlich erscheint der Begriff Türkei in abendländischen Quellen nur wenige Jahre vor Auftreten des ersten Torck, nämlich in einem Bericht über den Kreuzzug von Kaiser Friedrich Barbarossa, Historia Peregirnorum. Es wird daher vermutet, dass der westfälische Ritter Dietrich nach Rückkehr von einem Kreuzzug im Jahre 1200 den Beinamen Turco erhielt. Er gilt als Stammvater des weitverzweigten Geschlechts.
Das Geschlecht erscheint urkundlich erstmals am 4. Januar 1201 in Dortmund mit Theodericus Turco. Albertus de Torchhe erscheint im Jahr 1204 als officialis Kaiser Ottos IV. 1268 wurde Bertold Torck geboren.
Albert Torck (* 1294), sein Sohn, war Ritter zu Kleve. Er besaß um 1313 ein Dienstmannengut der Grafschaft Arnsberg in Opphusen und einen Hof in Werne als Lehen. Seine drei Söhne hießen Diederich, Henrich und Gyso.
Henrich Torck (* um 1320) hatte zwei Söhne, Albert (* 1346) und Hunold.
Ein Enkel Henrichs namens Albert Torck wurde um 1394 erwähnt.
Godert Torck war 1406 märkischer Amtmann zu Unna.
Lubert Torck, offenbar dessen Sohn, verwaltete 1457/58, dasselbe Amt. 1464 ließ er sich vom klevischen Herzog Johann I. die Burg Mark in Verwahrung geben. Für jedes Besatzungsmitglied wurden ihm vier rheinische Gulden gezahlt. Ebenfalls 1464 wurde ein Jaspar Torck Drost zu Neuenrade.
Gerrit de Turck Herr van Bruggen (* 1398) war mit einer Dame von Pryndt verheiratet und hatte mit ihr zwei Söhne, von denen er älteste, Goddert, Bruggen erbte.
Dietrich de Torck Herr zu Edingusen (* 1424), der zweite Sohn Gerrits, wurde 1487 durch Heirat in den Adelsstand erhoben und trug seitdem den Beinamen von Torck.

### Torck zu Nordherringen (erloschen)
Goddert von Torck (* 1450) war 1489 klevischer Hausmarschall und Amtmann im niederrheinischen Goch. 1495 übernahm er das Haus Nordherringen, das er zuvor von der Familie Smeling als freies Gut erworben hatte, und heiratete Catharina van Frydag. Nach dem Kauf Nordherringens reichten Goderts Barmittel für den Brautschatz seiner Tochter Elisabeth nicht mehr aus, die Gordt von der Recke, Amtmann zu Werne, ehelichte. Gert von Beverförde übernahm die Bürgschaft und Godert Torck sicherte ihm mit seinem Sohn Godert Schadloshaltung zu. Dafür konnte er seinen Besitz an anderer Stelle erweitern: 1504 übernahm er von Deutz dat gude genannt Brandeshoff gelegen zo Northerringen in dem Kirspill van Heringen up deme Beysey. 1507 folgte der Blasumer Oberhof mit den noch vorhandenen Unterhöfen als Lehen von den Volmarsteinern.
Goddert von Torck (* 1509), ihr Sohn, war auch Herr zu Edinckhausen und heiratete Helena von Heiden.
Jasper von Torck (* ca. 1550), ihr Sohn, heiratete Margarete, Erbtochter von Galen zu Dinker und blieb nach der Reformation der Grafschaft Mark katholisch. Die Familie hatte ihre Sitze in der katholischen Kirche zu Bockum. 1584 konnte das Gut durch Auslösung der ihm verpfändeten märkischen Lehnsgüter Mittorp/Eversmann, die sich von 1510 bis 1584 im Besitz der Familie von Neheim und Beverfoerde zu Werries befanden, für insgesamt 250 Reichsthaler – eine Summe, die den Nutzwert beider Höfe überstieg – erweitern. Sie fielen bis 1631 endgültig an das Haus Nordherringen. Weitere Erwerbungen umfassten die Höfe Bevermann, Brüggemann und der Marckskotten am Kirchplatz von Herringen. 1595 kam es zu einer Auseinandersetzung mit Bürgern der Stadt Werne und Stockumer Bauern, da diese während eines Lippehochwassers einigen von Torcks Leuten den Weg versperrt hatten. Es kam zu einer Schlägerei, in deren Folge Torcks Leute nach Werne gebracht und auch gegen Kaution nicht freigelassen wurden. Der anschließende Prozess wurde schließlich an das Hofgerichts des Kölner Erzbischofs abgegeben. Um 1600 eigneten sich die Torcks auch den Schemmannskotten und die Ländereien der Vollenspitschen Kapellenstiftung an. Jaspers Tochter Margarete wurde 1621 als Kanonisse zu Hörde aufgenommen. Ihre Schwester Margret Catharina heiratete den katholischen Arnold Henrich v. Fresendorff zu Opherdicke. 1628 entschädigte Jasper seinen Vikar mit einer Jahresrente von 24 Reichsthalern.
Jaspar von Torck (* 1602), Sohn Jaspers und Margaretes, führte den Titel eines Herrn zu Nordherringen und Galen. Im Dreißigjährigen Krieg gerieten die Güter in wirtschaftliche Schwierigkeiten. So war 1626 Rotger Torck in diesen unns obliggenden schwierigen Kriegszeitten nicht in der Lage, die Lehnsgebühren von 32 Gulden für seine beiden Deutzer Lehen Brand un Pippelbrock zu entrichten. 1628 heiratete er Sybilla Margaretha von Kalle. Im Krieg kämpfte er auf Seiten der Kaiserlichen und fiel 1637 bei einem Angriff der Hessen auf die Stadt Hamm. Er hinterließ eine Witwe mit etlichen minderjährigen Kindern.
Dietrich Adolf von Torck (1629–1682), ihr Sohn, musste den Namen Galen wieder aufgeben. Er diente als Infanteriemajor 14 Jahre lang im Heere der münsterischen Fürstbischöfe Friedrich Christian von Plettenberg und Franz Arnold von Wolff-Metternich. Unter dem kölnischen Fürstbischof Clemens August hatte er den Rang eines Obristlieutenants. Er war verheiratet mit Elisabeth Sophia Amalia von Schwansbell. Nach dem Krieg rundeten die Torcks ihre steuerfreie Hovesaat durch Einbeziehung brachliegender Höfe ab. So entstand das Torcksfeld, eine zusammenhängende Ackerfläche von zweiundvierzig preußischen Morgen. Vier Vollhöfe verschwanden damals aus der Herringer Geschichte. Es gelang den Torcks, den Landesherrn um die Grundsteuern zu prellen, während die kirchlichen Abgaben bezahlt wurden. Der Hof Brüggemann lieferte dem Pfarrer sechs Scheffel Gerste als Meßkorn für die ehemaligen Höfe Eickmann, Platzhoff (Plarenhof), Rollmann (auch Kottmann), Altaristengut (2 Scheffel) und für Nordherringen selbst. Auch der Heidekotten Nölken stand im Eigentum von Nordherringen. Nur die Solstätte des Kottmann-Rollmannhofes lässt sich noch bestimmen. An sie erinnert die Flurbezeichnung Rollhof nördlich des Lünener Weges in Höhe des Herringer Baches. An adeligen Gerechtigkeiten und Privilegien war das Haus Nordherringen nicht arm. Freizapfen und Mühlengerechtigkeit waren Vorrechte, die den Torcks manchen Taler einbrachten. Mit Erfolg ging der preußische Staat gegen die adelige Konkurrenz seiner staatlichen Mühlen vor. Die Einwohner des Amtes Hamm mussten ihr Korn auf einer der Lippemühlen am Nordentor in Hamm mahlen lassen. Torcks Mühle, neben den beiden Mühlen des Hauses Brüggen der von Kettler die einzige Privatmühle des Amtes, durfte weiterhin für den adeligen Haushalt den Ertrag der Hovesaat vermahlen. 1668 verpfändete Dietrich Adolf einen Teil des Heulandes im Herringer Mersch für 50 Reichsthaler an den Hülshof. 1672/73 kam es zu blutigen Auseinandersetzungen, als das von Franzosen besetzte Schloss Nordherringen von brandenburgischen Truppen angegriffen wurde und ca. 500 Soldaten fielen. 1678 wurde Dietrich Adolf Oberkommandant der Stadt Münster. Er starb verarmt 1682. Seine Witwe schrieb 1686 mehrmals an das Kloster Deutz: Nicht aus Frevel und Bosheit, sondern aus Bedürftigkeit habe sie den Lehnsvertrag bisher nicht erneuern können.
Jobst von Torck, der als ältester Sohn das verschuldete Nordherringer Erbe hätte übernehmen müssen, zog eine Erbschaft im Herzogtum Jülich vor. Seinem Vater hatte eine Verwandte, Stefanie von Raesfeld, Äbtissin zu Bocholtz, das Erbrecht auf Burg Kreuzau südlich von Düren vermacht. Als die Stiftsherren zu Nideggen die Schenkung nicht anerkannten und das Lehen für heimgefallen erklärten, besetzte Jobst jüngerer Bruder Dietrich Adolf von Torck (* 1657), der Domherr zu Münster war, die Burg. Vor dem Prozess, der nun auf ihn zukam, wich er zurück und gab die Burg wieder auf. 1700 heiratete er Elisabeth Charlotte von Fridag (* 1661) aus dem evangelischen Geschlecht der Fridag auf Buddenburg. Über die Bereitschaft, zum Glauben ihres Mannes überzuwechseln, gab sie folgende Erklärung ab: Ich gelobe, verspreche und schwöre bei Gott und allen seinen außerwehlten heiligen und meiner seel, daß ich meinen irthums verlaßen, und zu gelegner Zeit die Römisch-Catholische Religion auß freyen willen und ungezwungen annehmen und darin biß in den todt verharren will. Alßo hellfe mir die allerheiligste und unbegreyfligste Dreyfaltigkeit und alle Heiligen und außerwehlten Gottes. Im Jahre 1700 den 13. Juny, Elisabeth Charlotte von Fridag, Frau von Torck.
Dietrich Adolf von Torck (* 1683) heiratete die Witwe seines mit 26 Jahren verstorbenen Bruders. Da das kanonische Recht die Ehe mit der Schwägerin verbot, trat er 1735 zum reformierten Bekenntnis über. 1736 wurden ihm vom reformierten Konsistorium Plätze in der Kirche zu Herringen (zur linken Hand auff dem Chor auf den Begräbnissen des Hauses Stockum) angewiesen. Ab 1737 trat er wiederholt als Mitglied des reformierten Konsistoriums auf. Die katholische Missionsstation auf Nordherringen wurde von dem Religionswechsel nicht betroffen; Gesetz und Regierung sicherten den Fortbestand der katholischen Gemeinde. Aus der Ehe gingen zwei Söhne hervor: Friedrich Ludolph, letzter Schlossherr auf Nordherringen, und Giesbert Wilhelm Ferdinand, der unverheiratet blieb und preußischer Offizier wurde.
Friedrich Ludolph von Torck (1709–ca. 1787) heiratete Sophia von Romberg, mit der er eine Tochter bekam, und erbte das inzwischen hochverschuldete Gut Herringen. 1751 übertrug der preußische König Friedrich der Große dem Dezernenten für das Salzwesen bei der klevischen Kriegs- und Domänenkammer, Johann Bertram Arnold von Rappard, und dem märkischen Freiherren Friedrich Ludolph Torck von Nordheringen (und nicht Valentin von Massow, dem preußischen Kammerpräsidenten in Minden) die Erbauung der Saline Neusalzwerk nahe dem Dorf Rehme und die Einrichtung des Siedebetriebs des Salzwerks in Mellbergen. Johann Bertram Arnold von Rappard und der märkische Freiherr Torck von Nordheringen betrieben seit 1750 auch die Saline Königsborn in Unna.
Im Siebenjährigen Krieg wurde 1758 die Burg erneut belagert. 1764 brannte sie. Das Wohnhaus, das an die Stelle des abgebrannten trat, war wesentlich kleiner als seine Vorgänger. 1777 wurde der Freizapfen Brand am Grünewald und der erste Nordherringer Kuhkamp verkauft. 1780 wurde der Hof Mittorp versteigert, der auf 1109 Reichsthaler veranschlagt war, aber nur 780 Reichsthaler einbrachte. Da ein männlicher Erbe fehlte, wurde am 27. Februar 1787 das Gut in der Gastwirtschaft am Grünewald in Teilen versteigert, da niemand bereit war, das Gesamtgut mit allem Zubehör zu erwerben. Einzeln gingen Kotten und Höfe in bürgerliche Hände.
Wilhelmine von Torck (* 1735) heiratete später Carl von Plettenberg.
An die Familie erinnern in Hamm heute nur noch Flurnamen wie Torcks Feld, Torcks Brauk und Torcks Plaß.

### Torck zu Kreuzau (erloschen)
Caspar Jobst, der ältere Sohn Jobst von Torcks, war kaiserlicher Major und konnte seine Ansprüche auf die Burg Kreuzau vor Gericht durchsetzen. 1701 wurde ihm die Burg zugesprochen. Ein Jahr darauf heiratete er dort Isabella von Dunkel. Die von ihm begründete rheinische Linie der Torcks starb 1883 aus.

### Torck zu Pilckum (flämischer Zweig)
Diederich von Torck (* 1452), der jüngere Bruder Godderts (* 1450) wurde auf Schloss Pilckum bei Unna geboren und wurde Stammvater der flämischen Torcks. Mit seiner Frau Maria Johanna von Herne hatte er 5 Kinder.
Caspar von Torck, (* 1491), sein ältester Sohn, heiratete in 2. Ehe Catharina von Eberswin.
Lievin von Torck (Turck) (* 1534), Ritter, wurde ebenfalls auf Schloss Pilckum geboren. Er heiratete Katharina de Coomans, mit der er 5 Kinder hatte. In den niederländischen Unruhen des 16. Jahrhunderts blieb er katholisch. Er musste deshalb fliehen und seine Güter wurden beschlagnahmt. Er ging in die Heimat seiner Frau nach Flandern, wo er der Ahnherr der flämischen Linie der Familie Torck (dort Turck genannt) wurde.
Josse de Turck (* 1560), ihr ältester Sohn, wurde Edelmann van Bommel und lebte in Ophasselt, Ostflandern.
Pierre de Turck (* 1590), sein Sohn war Herr von St. Pol en Nieuwenberg.
Chrétien de Turck (* 1632), dessen 2. Sohn, wurde Bürgermeister von Hemelveerdegem.

### Torck zu Vorhelm (erloschen)
Ein weiterer Familienzweig besaß um 1413 das Rittergut Haus Vorhelm bei Ahlen und nannte sich danach von Torck zu Vorhelm.
Diedrich Torck zu Vorhelm heiratete 1526 Anna von Heek. Deren Bruder Haake von Heek bewirtschaftete das zum Kloster Werden an der Ruhr gehörende Gut Lengerich und starb 1558 kinderlos. Daraufhin brachte Diederich Torcks Sohn Rutger gegen den Willen des Klosters das Gut in seinen Besitz und errichtete dort ein zweigeschossiges Steinhaus. 1565 kam es zu einem Vergleich, nachdem er gegen eine Entschädigung von 21.000 Talern sowie jährliche Zahlung von 25 Talern mit seiner Frau in Besitz des Gutes, das er in den Folgejahren weiter als Burg ausbaute, bleiben konnte.
Sein Sohn Johann Torck (1558–1638, Domherr in Münster) übernahm 1596 das Gut Lengerich und heiratete 1613 Anna Magdalene von Rhede zu Brandlecht. Das Paar vermachte der Kirche von Lengerich zwischen 1607 und 1632 mehrere Stiftungen.
Als danach die männliche Linie der Torck zu Vorhelm-Lengerich ausstarb, wurde Wilhelm Friedrich von Rhede (Domherr in Münster), der die Tochter Elisabeth des Johann Torck geheiratet hatte, mit dem Hofe belehnt. Die Abtei Werden erkannte auch diesen Wechsel der Besitzerfamilie nicht an, führte mit ihm einen Prozess wegen der Rückgabe des Hofes, den sie diesmal offenbar gewann. Von Reede verließ den Wohnsitz und 1707 fiel das Rittergut an die Familie Droste zu Vischering.

## Wappen
Das Wappen der westfälischen und niederländischen Torck ist geteilt, oben Rot ohne Bild, unten in Silber sieben (4:3) blaue Rauten. Auf dem Helm mit rot-silbernen Decken ein wie der Schild bezeichnetes Schildchen zwischen einem rechts roten und links blauen (oder silbernen) offenen Flug.

Wappen aus Siebmachers Wappenbuch 1605
Wappen derer von Torck im Wappenbuch des westfälischen Adels
Wappen von Vorhelm

## Weitere Namensträger
- Johann Asbeck Torck († 1639), Domherr in Münster
- Johannes Torck (17. Jh.), Kartograph
- Elisabeth von Torck, 1665 Amtsjungfrau im Stifts Metelen
- Anna Sophia Torck († 14. März 1676), Äbtissin des Stifts Nottuln
- Johann Torck (1558–1638), Domherr in Münster und Subdiakon
- Johann Rotger Torck (1628–1686), Dompropst in Minden und Generalvikar in Münster